# Hans Ettrup
Hans Vandborg Ettrup (født 28. maj 1799 i Nykøbing Mors, død 10. maj 1854) var en dansk prokurator og politiker.
Ettrup var søn af købmand Niels Ettrup. Han blev exam.jur. i 1820 og var skriver i København indtil 1839 hvor han blev prøveprokurator i Svendborg Amt. Fra 1841 var han underretsprokurator i Fyns Stift i Assens.
Han var medlem af Folketinget valgt i Odense Amts 3. valgkreds (Assenskredsen) fra 4. august 1852 til 10. maj 1854. Han blev valgt til Folketinget ved valget i 1852 og blev genvalgt ved valgene i februar og maj 1853 men døde et år efter i maj 1854. Han havde forgæves søgt valg til Den Grundlovgivende Rigsforsamling i 1848. I Folketinget tilhørte han de nationalliberale.